# Beeldrecht

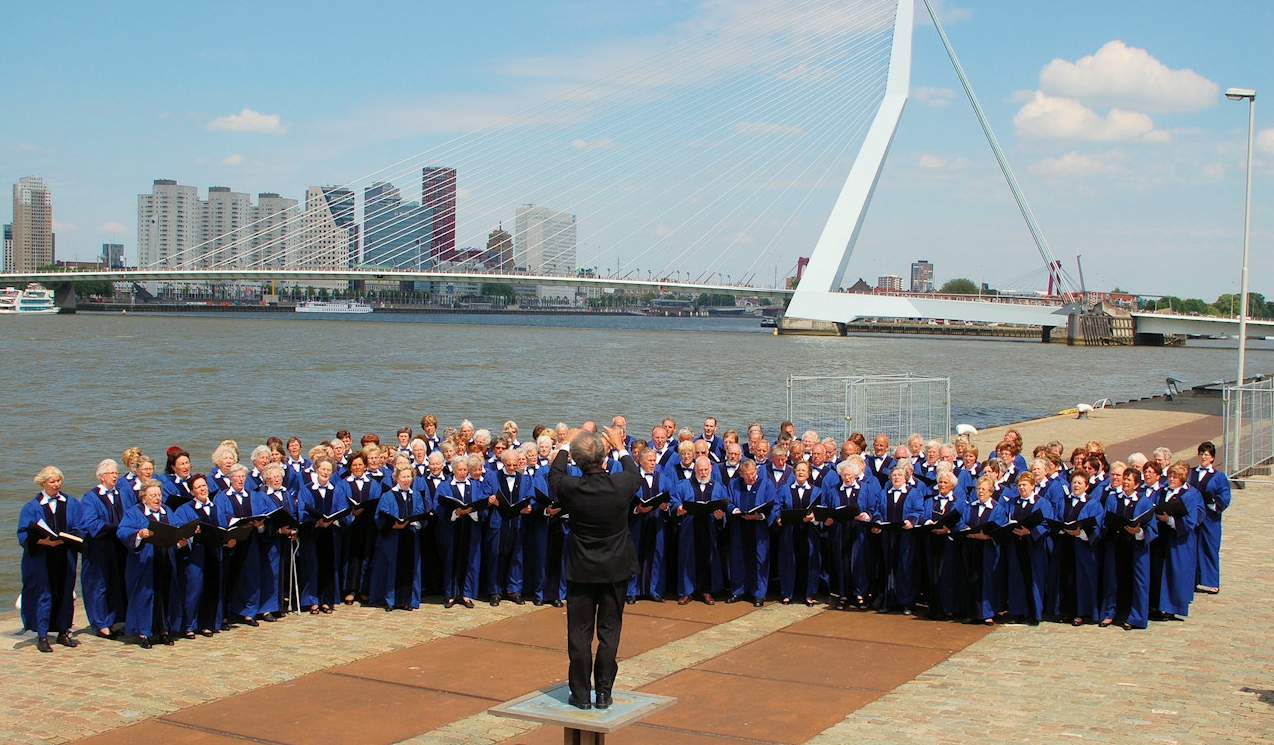
Deo Cantemus, DVD opname mei 2010 in Rotterdam, met op de achtergrond de Erasmusbrug

Beeldrecht is geen officiële jurdische term, maar een term die overkoepelend wordt gebruikt voor bepaalde rechten die kunnen rusten op beelden of beeldmateriaal. Jurdisch gezien valt dit uiteen in enerzijds het auteursrecht, waarin de maker van een kunstwerk of object publicatie van een afbeelding van zijn werk kan verhinderen, anderzijds zijn er persoonlijkheidsrechten en het portretrecht, dat toekomt aan een afgebeelde persoon voor zover die herkenbaar is afgebeeld op bijvoorbeeld een foto.
In Nederland int Stichting Pictoright, voorheen bekend als Stichting Beeldrecht, vergoedingen voor het gebruik van beeldmateriaal dat is gemaakt door aangesloten kunstenaars.
In België is door de Vlaamse overheid in 1999 het Reproductiefonds Vlaamse Musea opgezet, mede om een kenniscentrum inzake beeldrechten en beeldverwerking uit te bouwen.

## Voorbeeld
Een voorbeeld van het begrip beeldrecht is de architect Ben van Berkel van de Erasmusbrug in Rotterdam, die niet wil dat foto's van de door hem ontworpen brug gebruikt worden in reclame uitingen en andere commerciële publicaties. Het maken van een foto waarop de brug niet het hoofdonderwerp is of voor privégebruik is wel toegestaan (panoramarecht). Wat wel of niet geoorloofd is zal bij twijfelgevallen door de rechter bepaald moeten worden. 